# 白山神社 (土佐清水市)
白山神社（はくさんじんじゃ）は、高知県土佐清水市足摺岬に鎮座する神社。四国八十八箇所第三十八番札所金剛福寺の奥の院である白皇権現（しらおうごんげん）を合祀する。

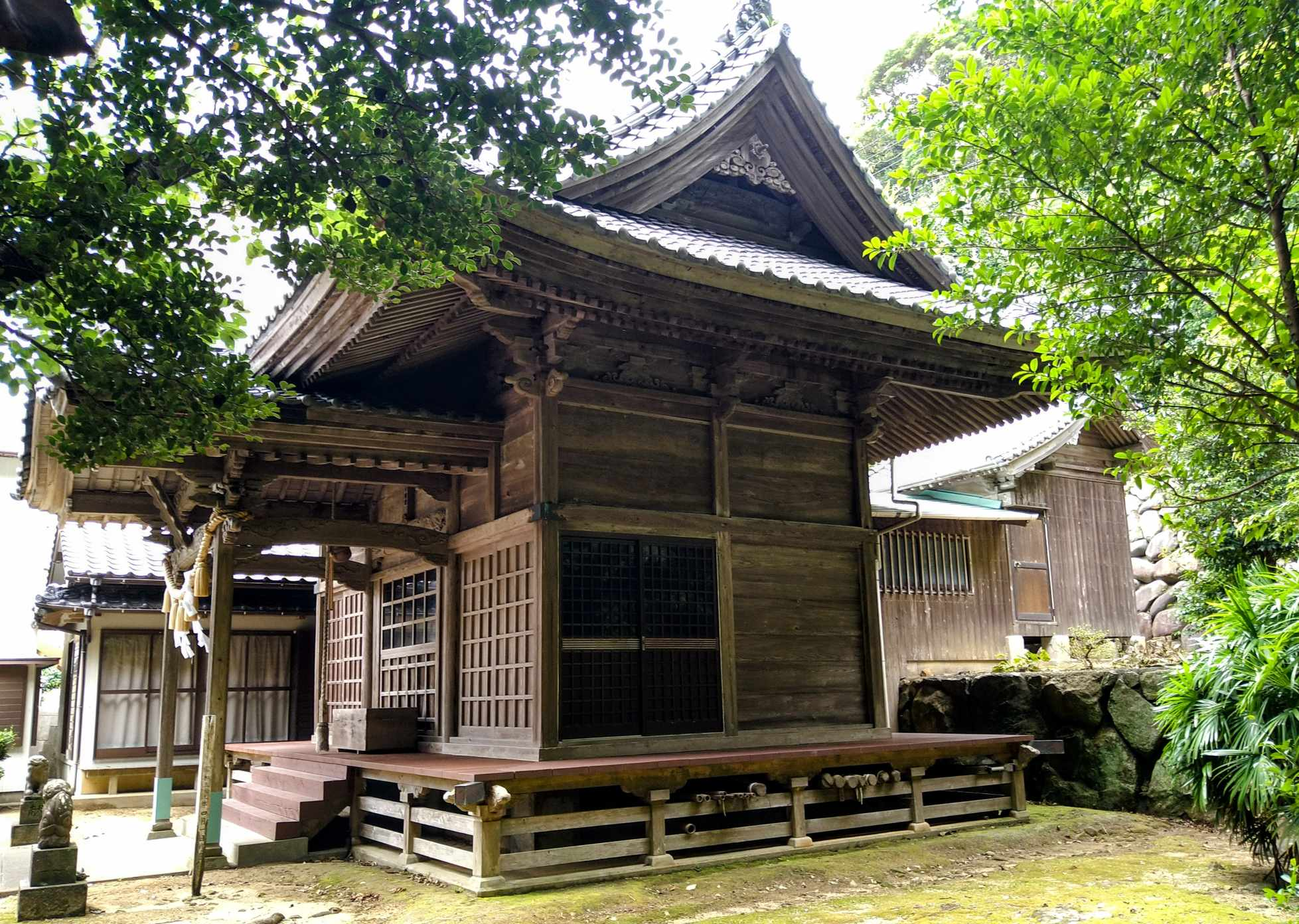
白山神社

## 概要
- 祭神

伊邪那岐命、伊邪那美命
- 由緒

白山権現と称し、加賀国の白山比咩神社を勧進し白山洞門の頂上に祀られていた。金剛福寺の守護神の一つで、土佐藩主山内氏が崇敬し、藩主が社殿の修復に関わったとの記述が金剛福寺の棟札に伝わっている。
大正5年（1916年）に白皇山上にあった白皇権現（後述）と合祀され現在地に遷座した。以後、足摺岬集落の氏神となっている。
- 文化財 
  - 木像狛犬：土佐清水市有形文化財（彫刻）昭和39年7月15日指定[1]
  - 船金庫：土佐清水市有形文化財（考古資料）昭和39年7月15日指定[2]

### 白山本宮
現在も旧鎮座地に白山本宮として祠が祀られる。旧地への参道の上部は岩場となっており、手摺や鎖場が設けられていないために遊歩道脇にある鳥居より遙拝するよう呼びかけられている。

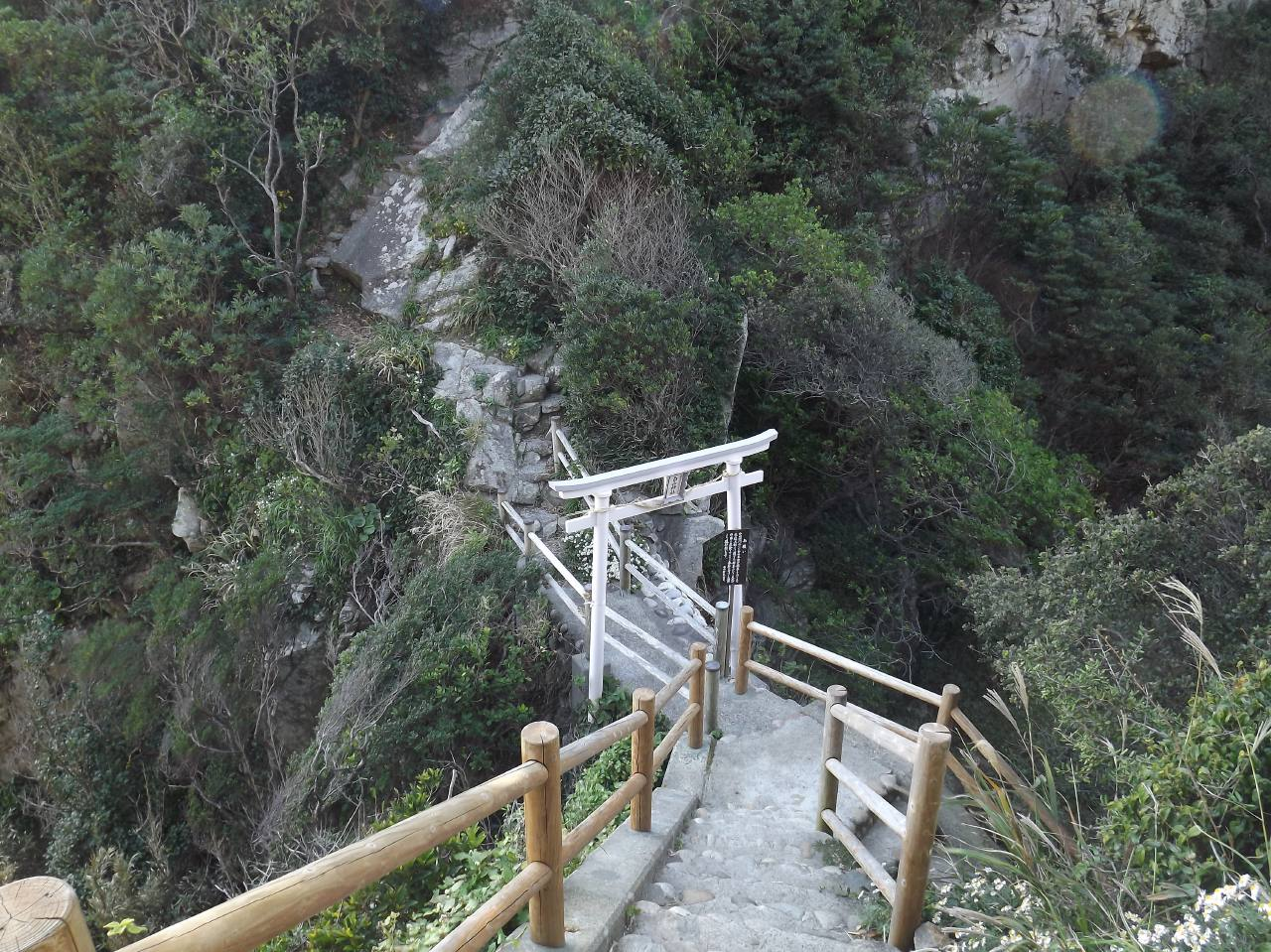
白山洞門への道
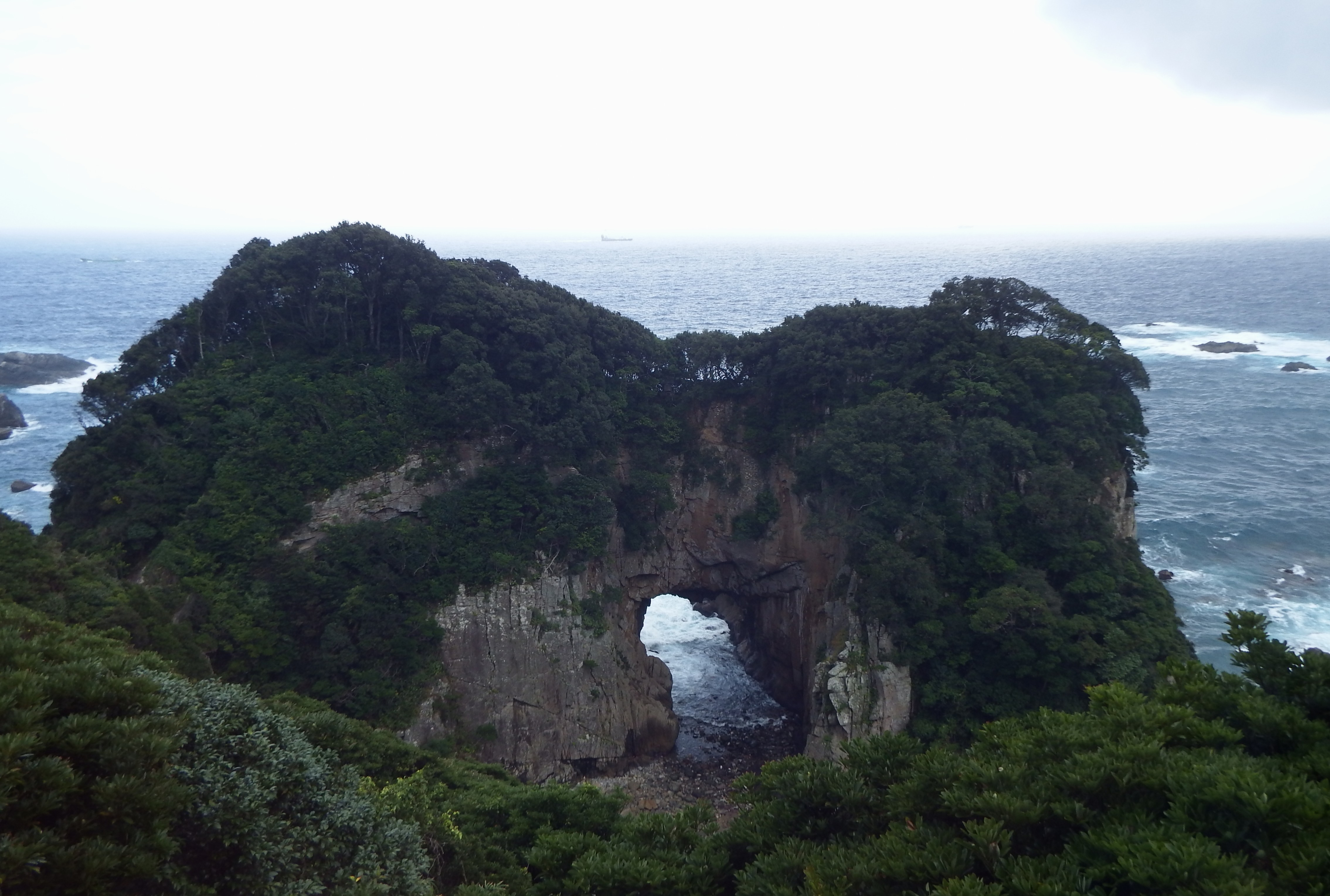
白山洞門
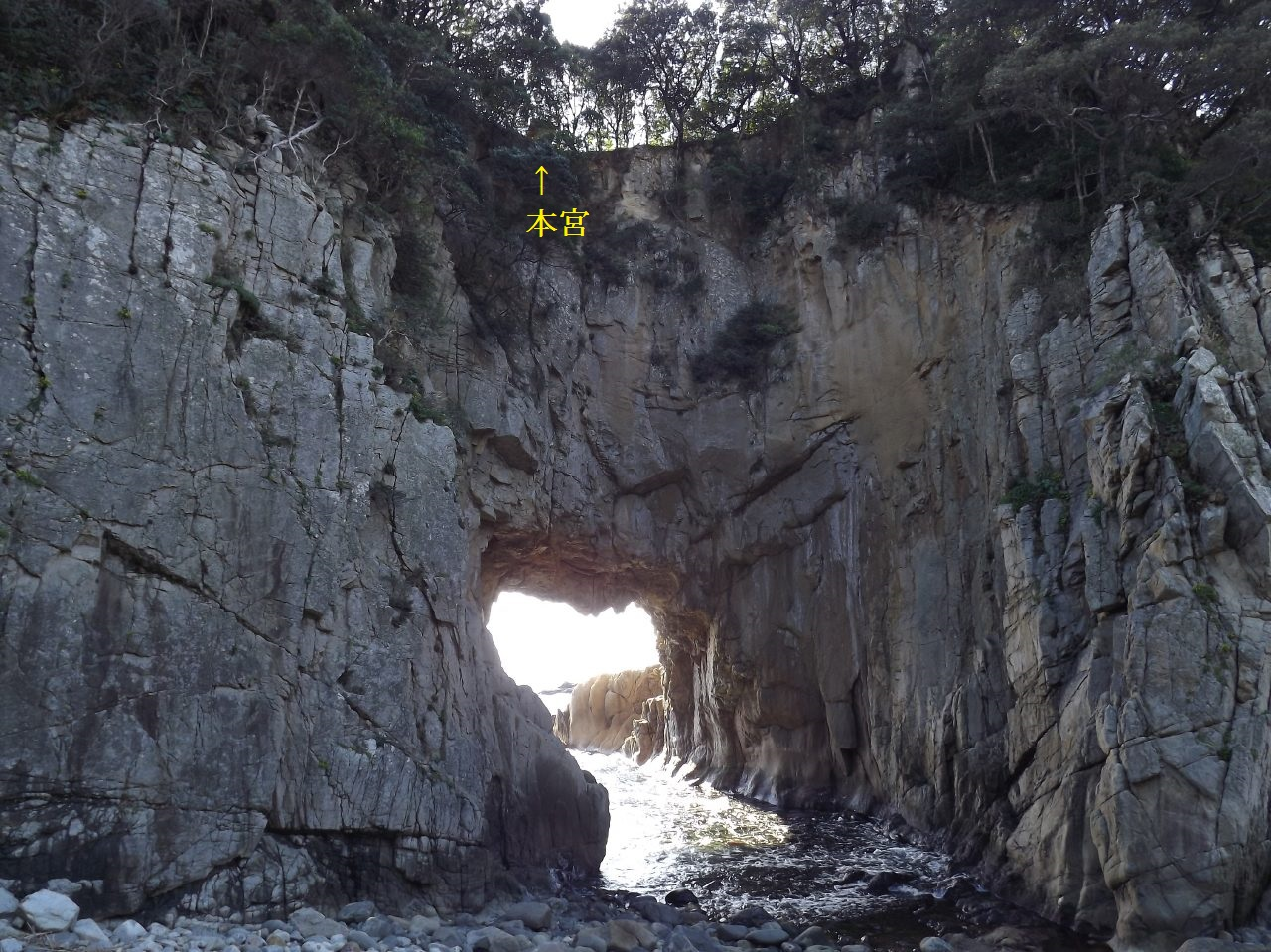
本宮はここに
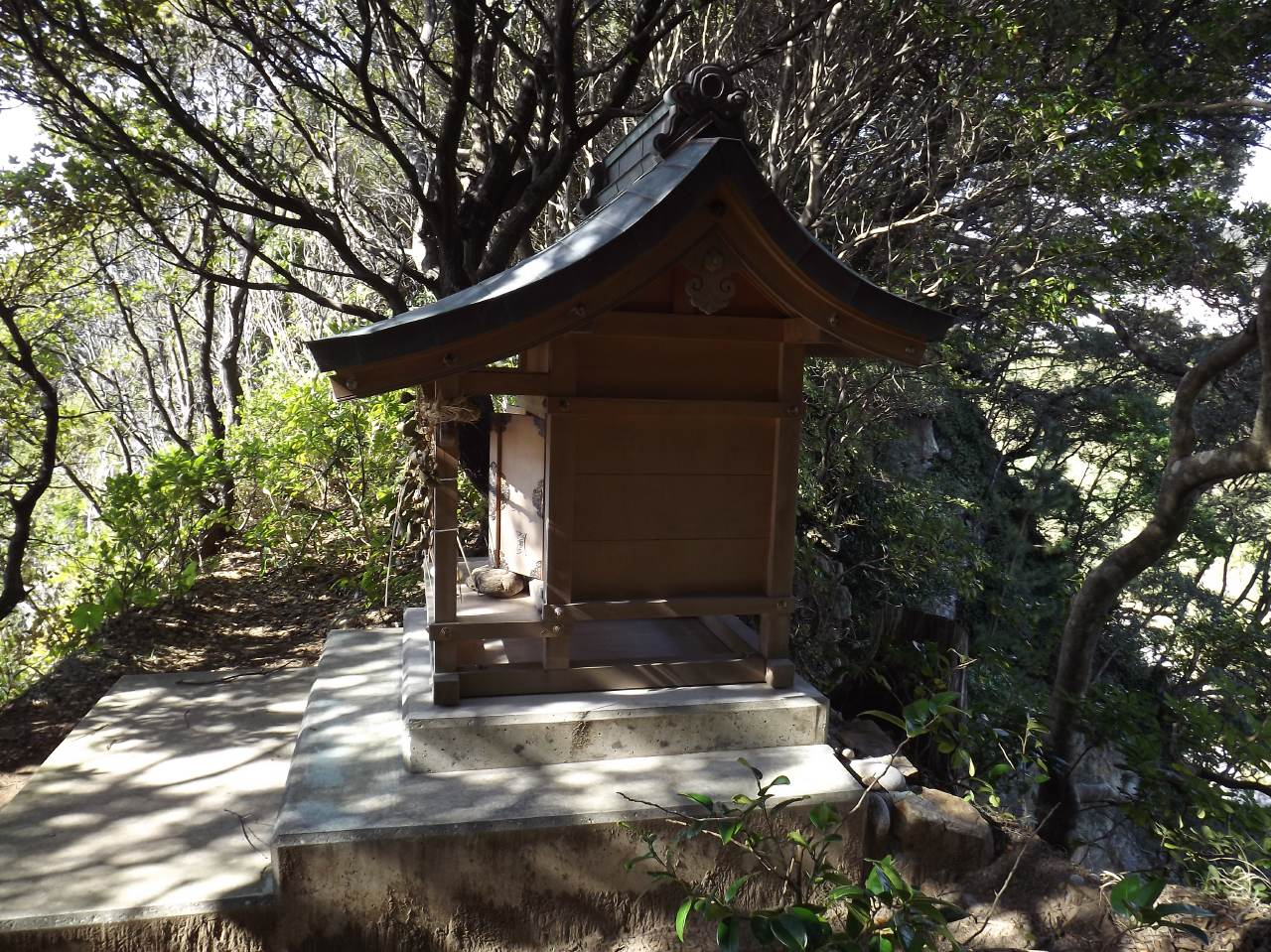
白山本宮

### 白皇権現
金剛福寺が創建されたとされる平安時代初期の弘仁13年（822年）に、奥之院として白皇権現を本尊とする白皇山真言修験寺（白皇寺）として創建され、白皇山（標高458m）の中腹にあった。明治初期の神仏分離令により白皇神社となり、白皇寺は廃寺となる。そして、大正5年には岬の白山神社と合祀され石垣のみを残す神社跡となる。現在はそこから25分ほど登ったところにある三等三角点「佐田山」433.2mを少し越えたあたりにトタン小屋の石鎚神社があり、さらに5分ほど上がった頂上の護摩壇跡の大岩の上に石鎚神社祠がある。

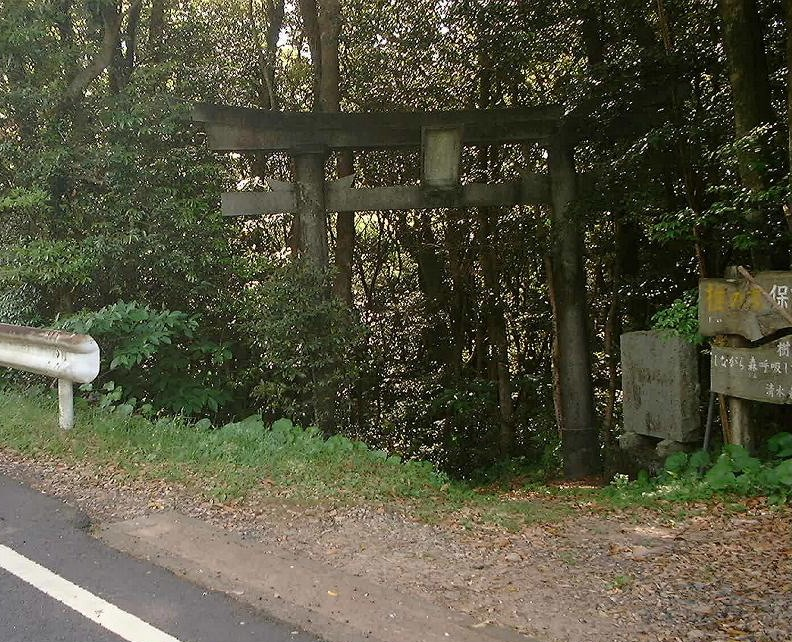
登山口
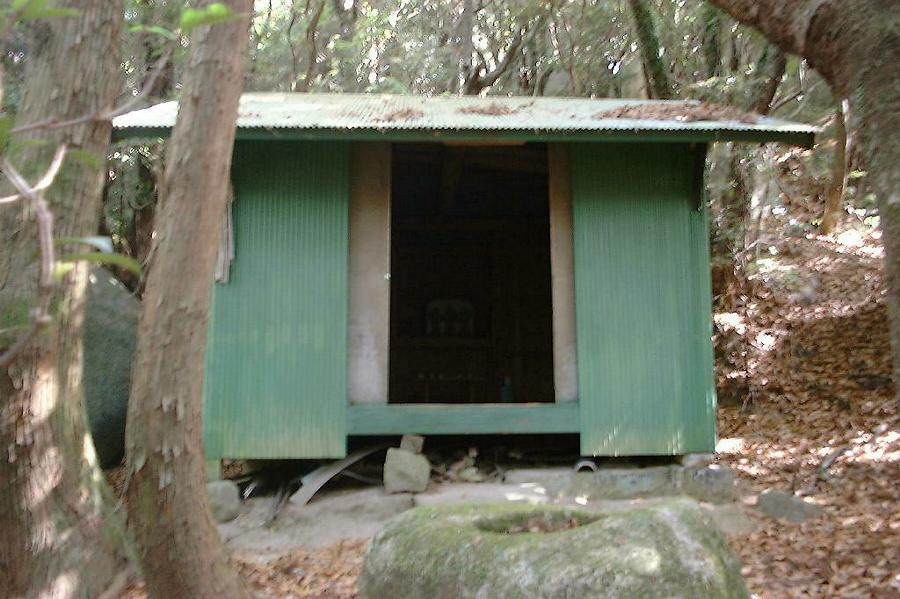
山中の石鎚神社
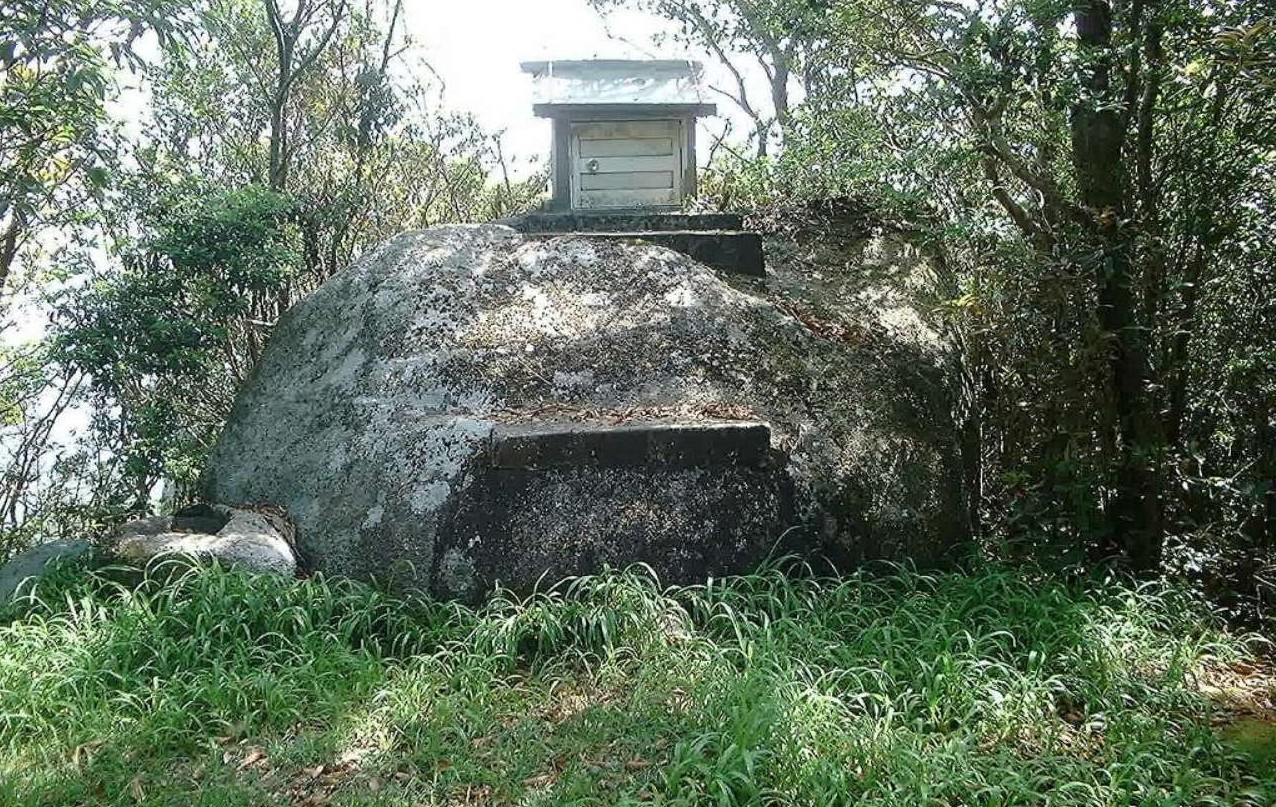
山頂の石鎚神社祠